# Кедровка (приток Абашевы)
Кедровка (Малая Кедровая) — река в России, протекает по Новокузнецкому району Кемеровской области. Устье реки находится в 33 км по правому берегу реки Абашева. Длина реки составляет 11 км.

## Данные водного реестра
По данным государственного водного реестра России относится к Верхнеобскому бассейновому округу, водохозяйственный участок реки — Томь от истока до города Новокузнецк, без реки Кондома, речной подбассейн реки — Томь. Речной бассейн реки — (Верхняя) Обь до впадения Иртыша.